# И был вечер, и было утро…
«И был вечер, и было утро…» — советский фильм 1970 года режиссёра Алексея Салтыкова, по мотивам пьесы Бориса Лавренёва «Разлом».

## Сюжет
О вызванном революционными событиями 1917 года драматическом конфликте в семье капитана 1-го ранга Берсенева, командира крейсера «Заря» (прототип — крейсер «Аврора», он же место съёмок фильма), события происходят в доме Берсеневых и на крейсере, стоящем на рейде Кронштадта.
Июнь 1917 года, после расстрела демонстрации на Невском в Кронштадт возвращаются участвовавшие в демонстрации матросы крейсера «Заря». Моряки крейсера под руководством большевика Артёма Годуна выступают против политики Временного правительства. Капитан крейсера Берсенев подчиняется судовому комитету.
Годун — частый гость в доме Берсенева, где, как и на крейсере, как и в стране, разброд мнений — Берсенев поддерживает матросов, его старшая дочь Татьяна на стороне отца. Муж Татьяны лейтенант Штубе собирается эмигрировать или уйти к белогвардейцам. Младшая дочь Ксения в вечеринках и шампанском уходит от реальности.
После неудачи представителей Временного правительства разоружить крейсер, в Кронштадт проникают двое офицеров уговаривающие Штубе взорвать крейсер. Один из офицеров, поручик Полевой, ухаживающий за младшей дочерью Берсенева Ксенией, пробалтывается ей про заговор, а та рассказывает об этом Татьяне. Татьяна сообщает Годуну, и тому удаётся предотвратить взрыв, но в схватке с Штубе погибают оба. Крейсер поднимает красный флаг и выходит из Кронштадта в Петроград на штурм Зимнего.

## В ролях
В главных ролях:
- Михаил Голубович — Артём Михайлович Годун, председатель судового комитета
- Борис Кудрявцев — Евгений Иванович Берсенев, капитан 1-го ранга, командир крейсера «Заря»
- Светлана Жгун — Татьяна Евгеньевна Берсенева — «Тата», старшая дочь Берсенева
- Елена Соловей — Ксения Берсенева — «Кси», младшая дочь Берсенева
- Кира Головко — Софья Петровна Берсенева, жена Берсенева
- Юрий Соломин — Леопольд Штубе, лейтенант, муж Татьяны Берсеневой
- Евгений Матвеев — Александр Александрович Ярцев, полковник
- Борис Хмельницкий — Владимир Полевой, поручик, адъютант
- Фёдор Одиноков — Еримеев
- Степан Бубнов — Швач

В остальных ролях:
- Евгений Лебедев — адмирал
- Александр Эстрин — агитатор от Временного правительства
- Вячеслав Невинный — матрос
- Анатолий Елисеев — матрос
- Сергей Полежаев — полковник
- Николай Крюков — офицер
- Алексей Крыченков — матрос-горнист
- Юрий Каморный — мичман
- Александр Кайдановский — мичман
- Аркадий Трусов — матрос
- Алексей Бахарь — матрос
- Алексей Яковлев — матрос
- Альберт Печников — матрос
- Вильгельм Косач — анархист
- Виктор Громов — доктор
- Зоя Василькова — Глаша, горничная
- Семён Морозов — часовой
- Герман Орлов — Петя

## Критика
Критикой картина была названа «средней», в которой авторы «не сумели подняться от простого пересказа событий к раскрытию истинного смысла пьесы». Журнал Советский экран (1971) писал, что авторы отошли от литературной основы, некоторые моменты опустив, а некоторые более драматизируя: «Конечно, они следуют главному направлению пьесы. Но педантичное изложение пьесы языком экрана не было целью авторов. Картина становится самостоятельной творческой интерпретацией драмы».